# Johannes Hevelius

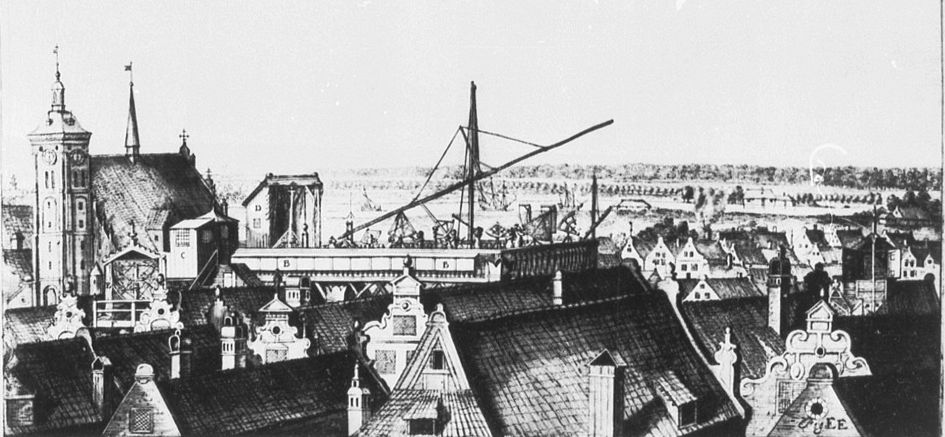
Heveliusobservatoriet i Danzig 1640.

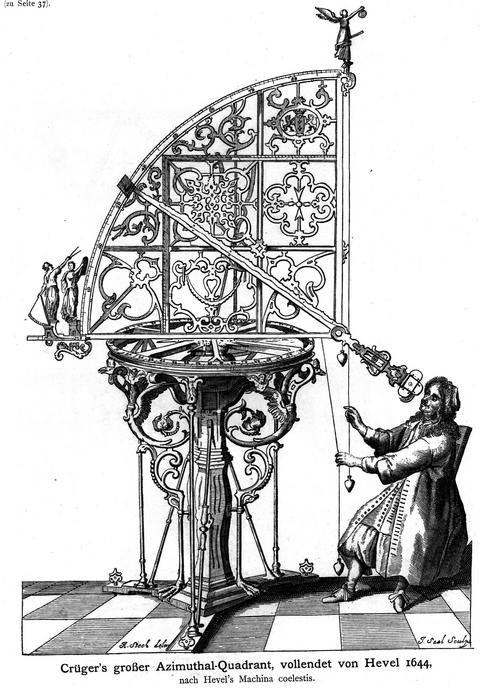
Peter Crügers azimutala kvadrant, färdigställd av Hevelius.

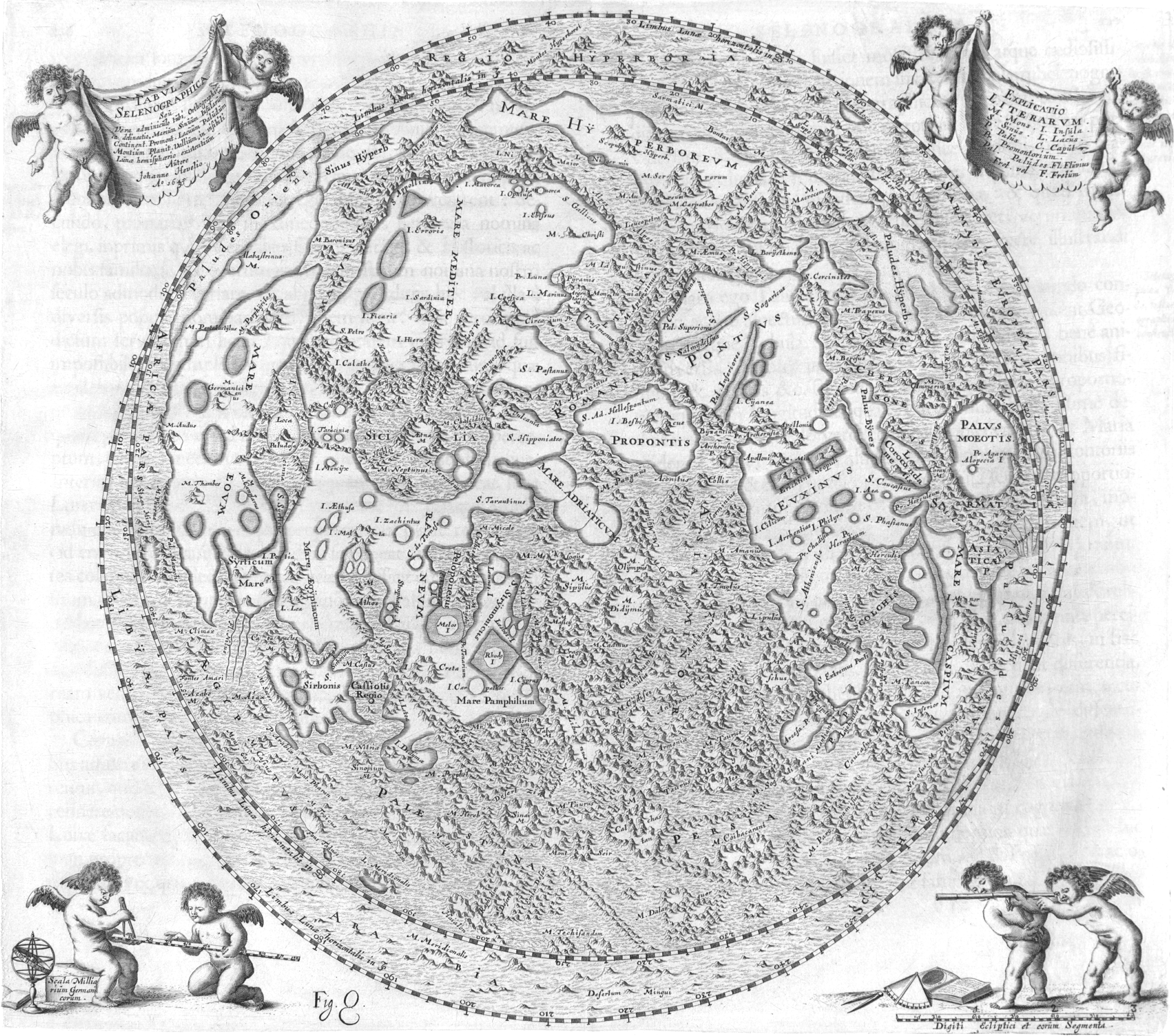
Hevelius karta över månen.

Johannes Hevelius, född 28 januari 1611, död 28 januari 1687, även kallad Jan Hevelius, Johannes Hewel, Johann Hewelke, Johannes Höwelcke på tyska eller Jan Heweliusz på polska, var en polsk-tysk astronom och selenograf. 
Hevelius utvecklade en ny nomenklatur för månen, och är känd som grundaren av forskningsområdet månens topografi. Han har själv fått ge namn åt bland annat månkratern Hevelius. 
Hans andra hustru Elisabetha Koopmann delade hans intresse för astronomi och var en ovärderlig hjälp i observatoriet. Han var även bryggare och borgmästare i Danzig.

## Bakgrund
Johannes Hevelius far var Abraham Hewelke (1576-1649), hans mor var Kordula Hecker (1576-1655). De tillhörde en familj av välsituerade bryggare och handelsmän av böhmiskt ursprung. Hevelius bryggde det välkända Jopenbier, som också gav namn åt Jopengasse i Danzig, den gata i staden där S:ta Marias kyrka ligger.
Efter studier hos Peter Crüger, studerade Hevelius juridik i Leiden 1630. Sedan reste han i England och Frankrike, där han träffade Pierre Gassendi, Marin Mersenne och Athanasius Kircher. Han slog sig ned i sin födelsestad Danzig år 1634. Den 21 mars 1635 gifte han sig med Katharine Rebeschke, en granne som var två år yngre än han och som ägde två hus. Följande år blev han medlem av ölbryggarskrået, som han var ordförande för från 1643 och framdeles. Genom hela livet hade Hevelius en ledande position i hemstadens administration. Han blev Ratsherr 1651 och senare borgmästare av Danzig.

## Forskning
Från och med 1639 var hans huvudsakliga intresse astronomi. Han byggde ett observatorium på taken till sina tre angränsande hus. Observatoriet utrustade han med utmärkta instrument, inklusive ett teleskop som han själv hade konstruerat.
Hevelius privata observatorium fick besök av den polska drottningen Maria Gonzaga den 29 januari 1660 och av den polske kungen Johan III Sobieski 1678. I maj 1679 fick han besök av den unge engelsmannen Edmund Halley, som representant för Royal Society i England. Hevelius hade varit medlem av Royal Society sedan 1664, enligt M. Czerniakowska troligen som den förste polacken i historien.
Halley hade fått instruktioner av Robert Hooke och John Flamsteed att övertala Hevelius att använda teleskop, men Hevelius visade att han kunde göra viktiga observationer utan. Han anses därmed vara den siste astronomen som har gjort viktiga arbeten utan hjälp av teleskop.
Hevelius observerade solfläckar 1642-1645. Han ägnade fyra år åt att kartlägga månens yta, upptäckte månens libration i longitud. Han publicerade resultaten i Selenographia sive Lunae Descriptio (1647), ett arbete som har förlänat honom titeln som grundare av forskningsområdet månens topografi.
Han upptäckte fyra kometer, 1652, 1661 (troligen Ikeya-Zhang), 1672 och 1677. Dessa upptäckter ledde honom till teorin att kometer rör sig kring solen i paraboliska banor. 
Ett halofenomen observerades av många Danzigbor 1661, och beskrevs av Hevelius för pastor Georg Fehlau i S:ta Marias kyrka i en skrift med titeln Siebenfältiges Sonnenwunder oder sieben Nebensonnen, so in diesem 1661 Jahr den 20. Februar neuen Stils am Sonntage Sexagesima um 11 Uhr bis nach 12 am Himmel bei uns sind gesehen worden.
Katharine, hans första fru, avled 1662. Ett år senare gifte sig Hevelius med Elisabeth Koopmann, en ung kvinna från en köpmannafamilj. Hevelius och Elisabeth Koopmann fick fyra barn. Elisabeth stödde honom, publicerade två av hans arbeten efter hans död, och räknas som den första kvinnliga astronomen.
Observatoriet, instrumenten och hans böcker förstördes i en brand den 26 september 1679. Katastrofen beskrivs i förordet till hans bok Annus climactericus (1685). Han reparerade skadorna tillräckligt snabbt för att kunna observera den stora kometen i december 1680. Han döpte en stjärnbild till Sextanten till minne av sina förstörda instrument. Hans hälsa hade tagit skada av chocken han ådrog sig vid branden, och han dog på sin sjuttiosjätte födelsedag, den 28 januari 1687. Han begravdes i S:ta Chatharinas kyrka i Danzig. 
Sent under 1683, för att hedra den seger som kristna styrkor hade vunnit under ledning av kung Johan III Sobieski vid slaget vid Wien, hade han givit en stjärnbild namnet Scutum Sobiescianum (Sobieskis sköld). Numera kallas denna stjärnbild Skölden (Scutum på latin).
Hevelius lät trycka sina böcker i sitt eget hus, och gjorde dem påkostade. Han graverade själv flera av tryckplåtarna. 
En minnesplatta där han hade sitt kontor har texten: DEM ANDENKEN DES JOHANNES HEVELIUS ASTRONOM V RATSHERR DER ALTSTADT GEBOREN AM 28 JAN 1611 - GEST. AM 28 JAN 1687.
Sex av de namn han gav till formationer på månen används fortfarande, däribland Montes Alpes och Montes Apenninus.

## Eftermäle
Asteroiden 5703 Hevelius är uppkallad efter honom.